# Зам, Генрих
Генрих Зам (нем. Heinrich Sahm) — государственный и политический деятель нацистской Германии. С 14 апреля 1931 года по 18 декабря 1935 года занимал должность обер-бургомистра Берлина.

## Биография

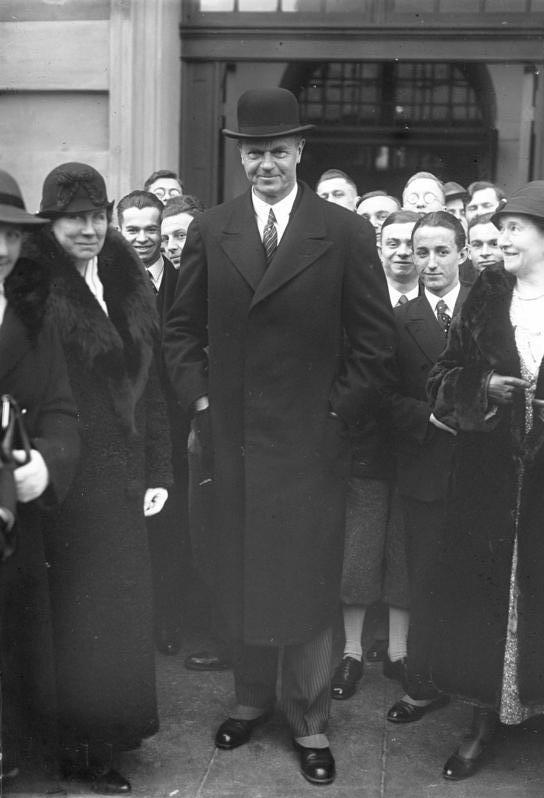
Обербургомистр Берлина Генрих Зам у дверей одного из Берлинских университетов, 1932 год

Родился 12 сентября 1877 года в городе Анклам, Германская империя. По образованию юрист. В 1906 году стал членом Магдебургского городского совета. С 1912 по 1919 год занимал должность заместителя бургомистра Бохума. В 1919 году был избран бургомистром Данцига. В 1920 году был образован в качестве обособленной административно-территориальной единицы Вольный город Данциг и Генрих Зам был назначен его главой. Дважды переизбирался на эту должность, покинул пост в 1931 году. В 1931 году лицам желавшим сохранить гражданство Германии пришлось покинуть территорию Данцига и вернуться на её территорию.
14 апреля 1931 года стал обер-бургомистром Берлина. В ноябре 1933 года вступил в НСДАП. 18 декабря 1935 года ушёл в отставку с должности, его преемником стал Оскар Марецки. В 1936 году Генрих Зам был назначен послом Германии в Норвегии. 3 октября 1939 года скончался в Осло, похоронен на Далемском лесном кладбище в Берлине.

## Память

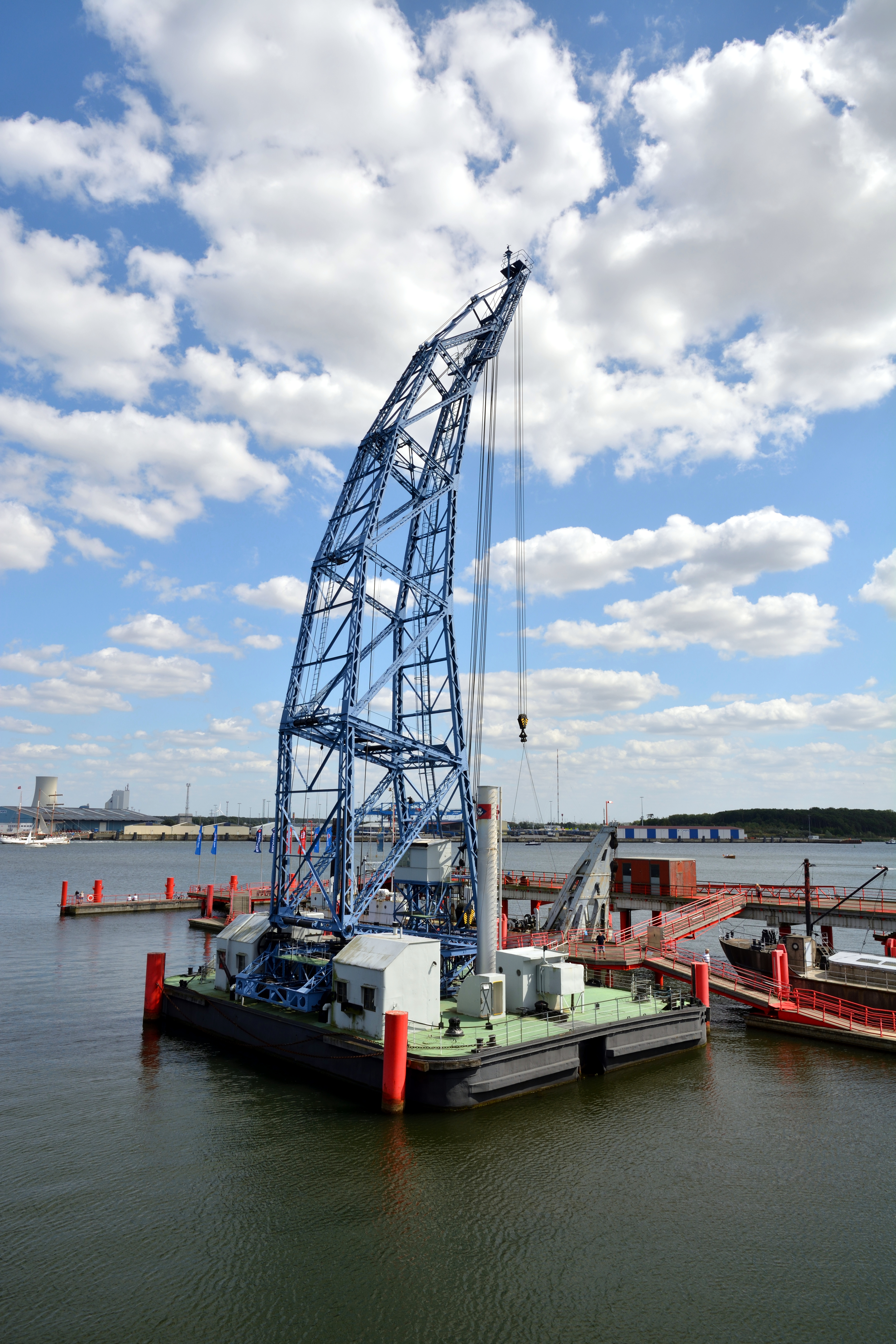
Długi Henryk в Ростоке, 2019 год

Жители Данцига прозвали Генриха Зама за рост под два метра «длинным Генриком» (пол. Długi Henryk). Имя Długi Henryk в честь Зама получил построенный для верфей Данцига в 1905 году 50-метровый плавучий кран. Плавкран пережил войну, сохранился и экспонируется в музее морской техники Ростока.